# 요르단의 국장

요르단의 국장

요르단의 국장은 1921년에 처음 채택되었으며, 1934년 8월 25일에 공식 제정되었다.

## 구성
왕관이 올려진 빨간색 망토 가운데에는 동그라미 모양의 금색 방패 위에 파란색 지구 위에 서 있는 독수리가 그려져 있으며, 방패 뒤에는 엇갈린 채로 놓인 두 개의 금색 창, 칼, 활, 화살과 엇갈린 채로 게양되어 있는 두 개의 아랍 혁명의 깃발이 그려져 있다.
방패 하단 왼쪽에는 세 개의 밀 이삭이, 하단 오른쪽에는 야자나무잎이 그려져 있으며, 빨간색 리본을 두른 요르단 부흥 훈장이 이를 묶고 있다. 금색 리본에는 왼쪽에서 오른쪽으로 "압둘라 이븐 후세인 2세", "요르단 하심 왕국의 국왕", "신의 도움과 성공을 바라는 사람"이라는 문구가 아랍어로 쓰여 있다.

## 의미
왕관은 군주국을, 망토는 하심가를, 빨간색은 희생을, 하얀색은 순수함을 의미하며, 독수리는 역량, 용기, 존경을, 지구는 이슬람교와 이슬람 문화의 세계를, 방패는 정의를 위한 투쟁을 의미한다.

## 같이 보기
- 이라크의 국장